# Hirasa mesanoleuca
Hirasa mesanoleuca är en fjärilsart som beskrevs av Eugen Wehrli 1953. Hirasa mesanoleuca ingår i släktet Hirasa och familjen mätare. Inga underarter finns listade i Catalogue of Life.